# Watkins Bjerge
Watkins Bjerge är en nunatak i Grönland (Kungariket Danmark).   Den ligger i kommunen Sermersooq, i den sydöstra delen av Grönland, 1 100 km öster om huvudstaden Nuuk. Toppen på Watkins Bjerge är 2 970 meter över havet.
Terrängen runt Watkins Bjerge är kuperad söderut, men norrut är den bergig.  Trakten runt Watkins Bjerge är nära nog obefolkad, med mindre än två invånare per kvadratkilometer. Det finns inga samhällen i närheten. Trakten runt Watkins Bjerge är permanent täckt av is och snö.